# Mala droplja
Mala droplja (lat. Tetrax tetrax) je ptica iz porodice droplji i jedini član roda tetrax. Živi uglavnom na travnatim i obrađivanim ravnicama, katkad s raštrkanim drvećem ili grmljem.
Mužjak je smeđe boje na gornjem dijelu, a ispod bijel, sa sivom glavom i crnim vratom. Ova vrsta je svejed, jede sjemenje, kukce, glodavce i gmazove. Ženke polažu 3 do 5 jaja na tlu. 

## Rasprostranjenost
Rasprostranjena je u dijelovima južne Europe, u sjeverozapadnoj Africi, istočnoj Europi i dijelu središnje Azije. Većina njih zimu provode u mediteranskim područjima. Zastupljene su u Ukrajini, Rusiji, Gruziji, Kazahstanu, Kini, Turskoj i Kirgistanu.